# Anla
Anla település Franciaországban, Hautes-Pyrénées megyében. Lakosainak száma 82 fő (2022. január 1.). Anla Bertren, Créchets, Ilheu, Izaourt, Sarp, Antichan és Aveux községekkel határos.

## Népesség
A település népességének változása:
| Lakosok száma | 94   | 102  | 99   | 91   | 86   | 81   | 78   | 75   | 82   |
|               | 2013 | 2015 | 2016 | 2017 | 2018 | 2019 | 2020 | 2021 | 2022 |